# (59239) Alhazen
(59239) Alhazen (1999 CR2) – planetoida z pasa głównego asteroid okrążająca Słońce w ciągu 3,38 lat w średniej odległości 2,25 j.a. Odkryta 7 lutego 1999 roku.